# Protium spruceanum
Protium spruceanum là một loài thực vật có hoa trong họ Burseraceae. Loài này được (Benth.) Engl. miêu tả khoa học đầu tiên năm 1874.

## Hình ảnh

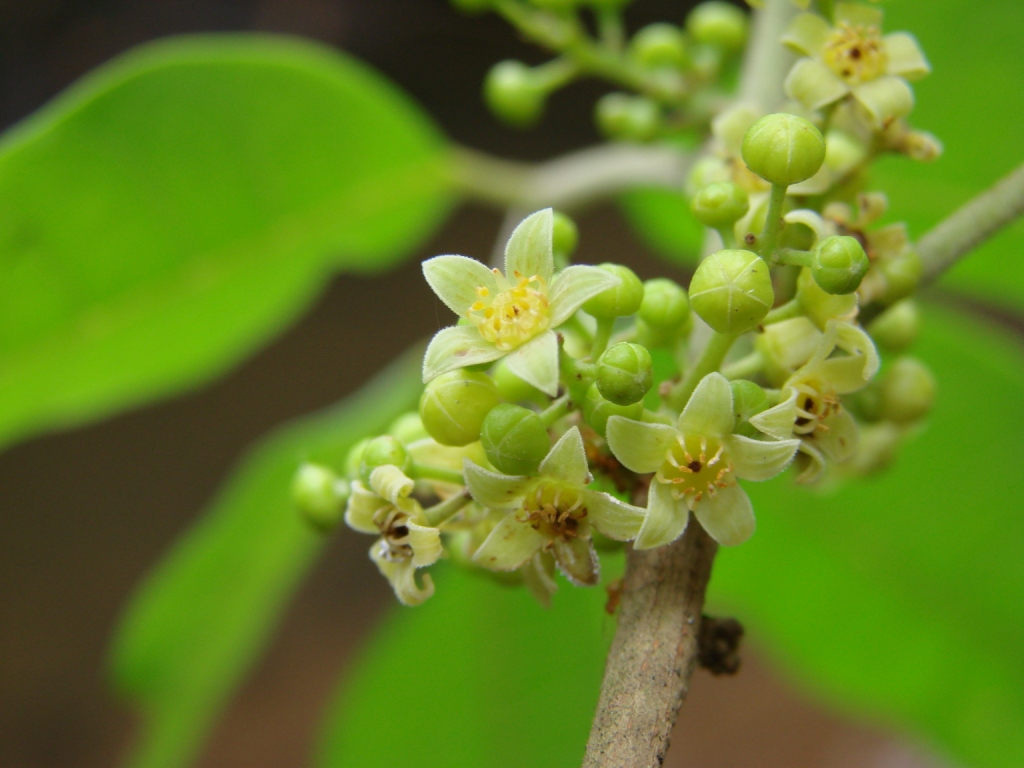
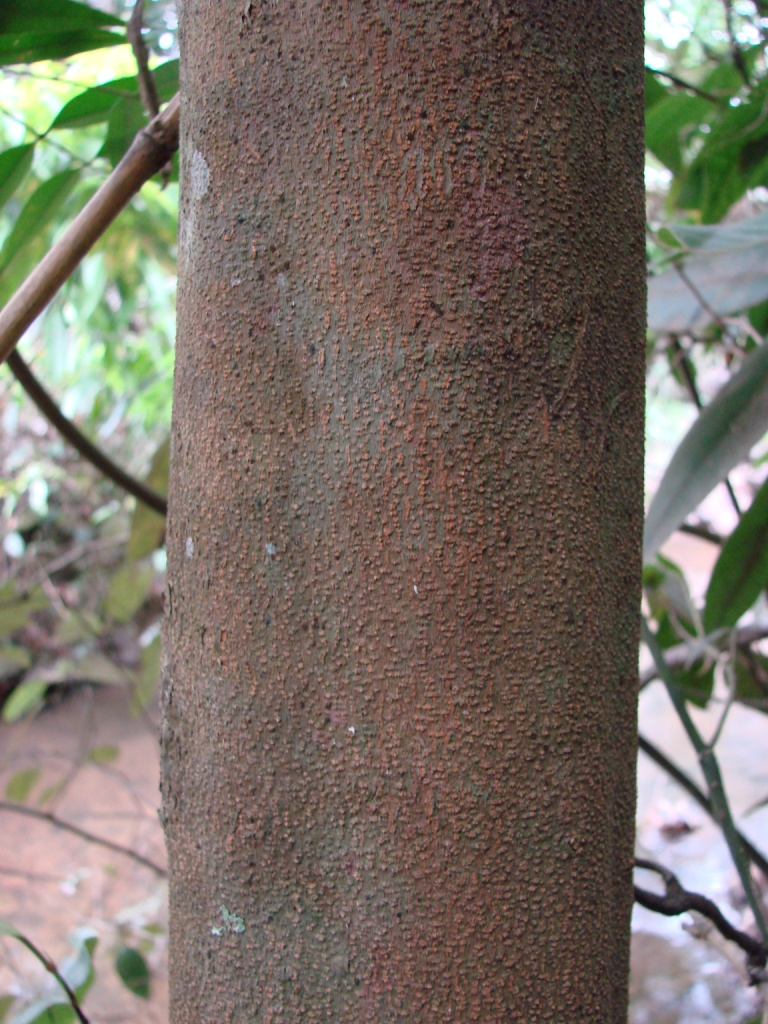
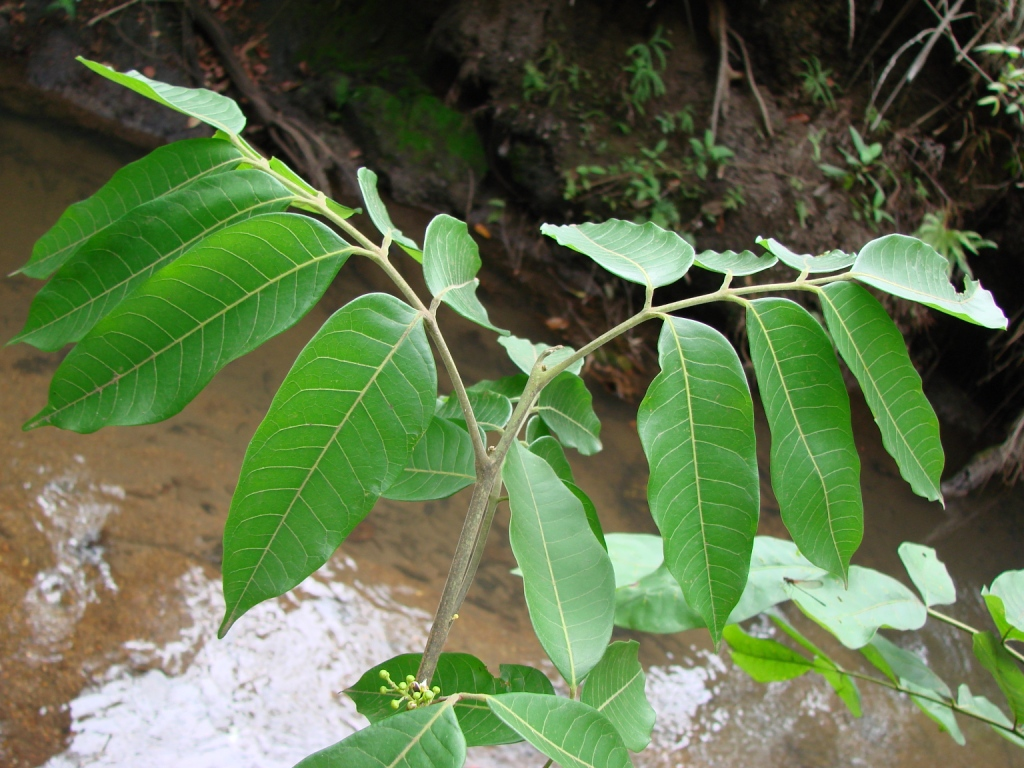